# Pamela Bach
Pamela Bach, nacida como Pamela Ann Weissenbach (Tulsa, Oklahoma, 16 de octubre de 1963-Los Ángeles, California, 5 de marzo de 2025), y también conocida como Pamela Bach-Hasselhoff, fue una actriz estadounidense de ascendencia alemana.

## Primeros años
Bach nació en Tulsa, Oklahoma. Era la segunda de tres hermanas. Su madre también fue modelo durante su juventud. Asistió al Tulsa East Central High School y estudió ingeniería en el Northeastern Oklahoma A&M College. Se mudó a Los Ángeles en 1985.

## Trayectoria
Al igual que su exmarido, el actor David Hasselhoff, Bach es más famosa en Europa que en Estados Unidos y ha recibido en Alemania el Premio Otto por ser una de las actrices favoritas de los adolescentes alemanes. Este es un premio que lo otorga anualmente la revista juvenil alemana Bravo.  Bach trabajó junto con su esposo en la exitosa serie Baywatch y tuvo un papel recurrente interpretando a una psicóloga en la serie Sirens. En 2011, participó en el programa de telerrealidad británico Celebrity Big Brother en el que estuvo del 18 al 31 de agosto de 2011. Fue la segunda celebridad en ser expulsada de la casa, permaneciendo catorce días.

## Vida personal
Bach conoció a David Hasselhoff durante un episodio de El coche fantástico. Se casaron en diciembre de 1989 y en enero de 2006, Hasselhoff solicitó el divorcio argumentando diferencias irreconciliables. Su divorcio finalizó en agosto de 2006. La pareja tiene dos hijas: Taylor Ann Ann Hasselhoff, nacida el 5 de mayo de 1990, quien asistió a la Universidad de Arizona y fue elegida para participar en la temporada 2015 de Rich Kids of Beverly Hills, y la actriz Hayley Hasselhoff, nacida el 26 de agosto de 1992. A Bach le dieron la custodia de una hija y a Hasselhoff la custodia de la otra, pero Hasselhoff obtuvo posteriormente la custodia de ambas.
Bach fue encontrada muerta por lo que parecía ser una herida de bala autoinfligida en su casa el 5 de marzo de 2025. La Oficina del Médico Forense del Condado de Los Ángeles dictaminó que su muerte fue un suicidio.

## Filmografía
- 1985 - Appointment with Fear
- 1988 - Nudity Required
- 1998 - Route 66
- 2000 - More than Puppy Love
- 2000 - Castle Rock

## Trabajo en televisión
- 1992 - Baywatch
- 1994 - The Young and the Restless
- 1995 - Sirenas
- 1998 - Viper
- 2011 - Celebrity Big Brother 2011